# August Wittig
Friedrich August Wittig (født 23. marts 1826 i Meissen, død 20. februar 1893 i Düsseldorf) var en tysk billedhugger.
Wittig var fra 1843 elev af Ernst Rietschel i Dresden og fra 1864 professor ved Düsseldorfs Akademi. Til hans mest kendte værker, der har udpræget klassisk holdning, hører relieffet Kristi gravlæggelse (1856—57) (på alteret i Dönhofstädts kapel i Østpreussen), marmorgruppen Hagar og Ismael (1853—54, gips, Leipzigs Museum, marmor 1871 i Berlins Nationalgalleri), Jæger (1852), statuen af Asmus Carstens til søjlehallen i Berlins Altes Museum (1871), kolossalbuster af Wilhelm von Schadow (1869, Düsseldorf) og Peter von Cornelius (1875, Berlins Nationalgalleri, der også ejer to karyatider af Wittig, 1881) m. v.